# Echinocereus chloranthus
Echinocereus chloranthus là một loài thực vật có hoa trong họ Cactaceae. Loài này được (Engelm.) J.N.Haage mô tả khoa học đầu tiên năm 1859.